# Kankelau
Kankelau là một đô thị thuộc huyện Lauenburg, trong bang Schleswig-Holstein, nước Đức. Đô thị Kankelau có diện tích 4,21 km², dân số thời điểm 31 tháng 12 năm 2006 là 218 người. Khu vực này được đề cập lần đầu vào năm 1230 CN với tên "Cankelowe", sau đó đổi thành Kankelowe (1278), Kankelow (1434), và Kankelauw (1450).